# АЭС Библис
АЭС Библис (нем. Kernkraftwerk Biblis) — атомная электростанция, расположенная рядом с коммуной Библис (Гессен, Германия) на берегу реки Рейн. Блок А, введённый в работу 26 февраля 1974 года, стал первым в мире энергоблоком мощностью 1225 МВт. Эксплуатация блока В мощностью 1300 Мвт была начата 31 января 1977 года. В 2010 году работа обоих реакторов была продлена на 8 лет. В 2011 году оба реакторы были остановлены навсегда в рамках политики об отказе Германии от ядерной энергетики.
Эксплуатирующей организацией станции являлась крупнейшая немецкая энергетическая компания RWE (Rheinisch-Westfälisches Elektrizitätswerk).
На станции трудилось около 1000 человек, кроме того, она обеспечивала заказами множество подрядных организаций, суммарные готовые затраты на работы которых составляют около 70 млн €.
Директором станции по состоянию на 2010 год являлся Hartmut Lauer.

## Конструкция

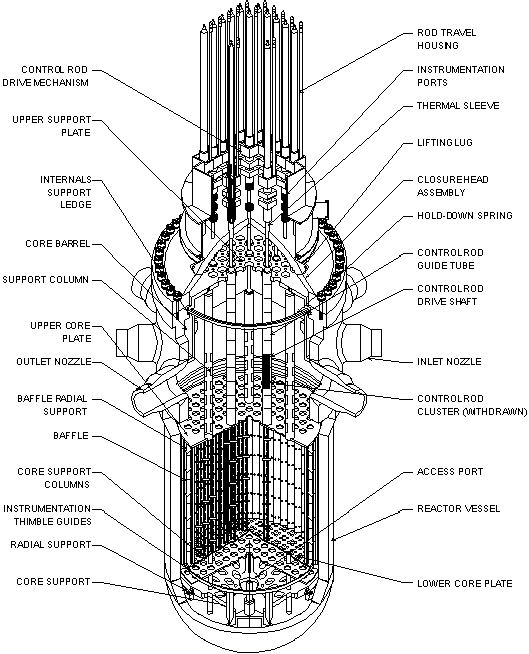
Реактор типа PWR.

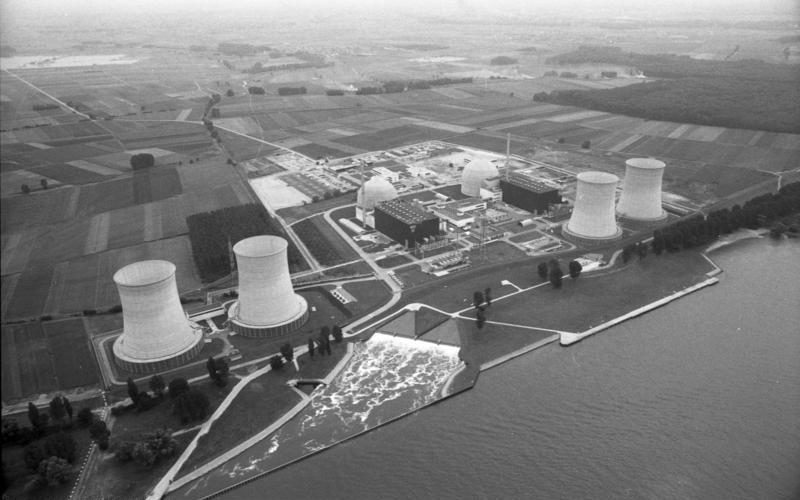
Вид на станцию с высоты.

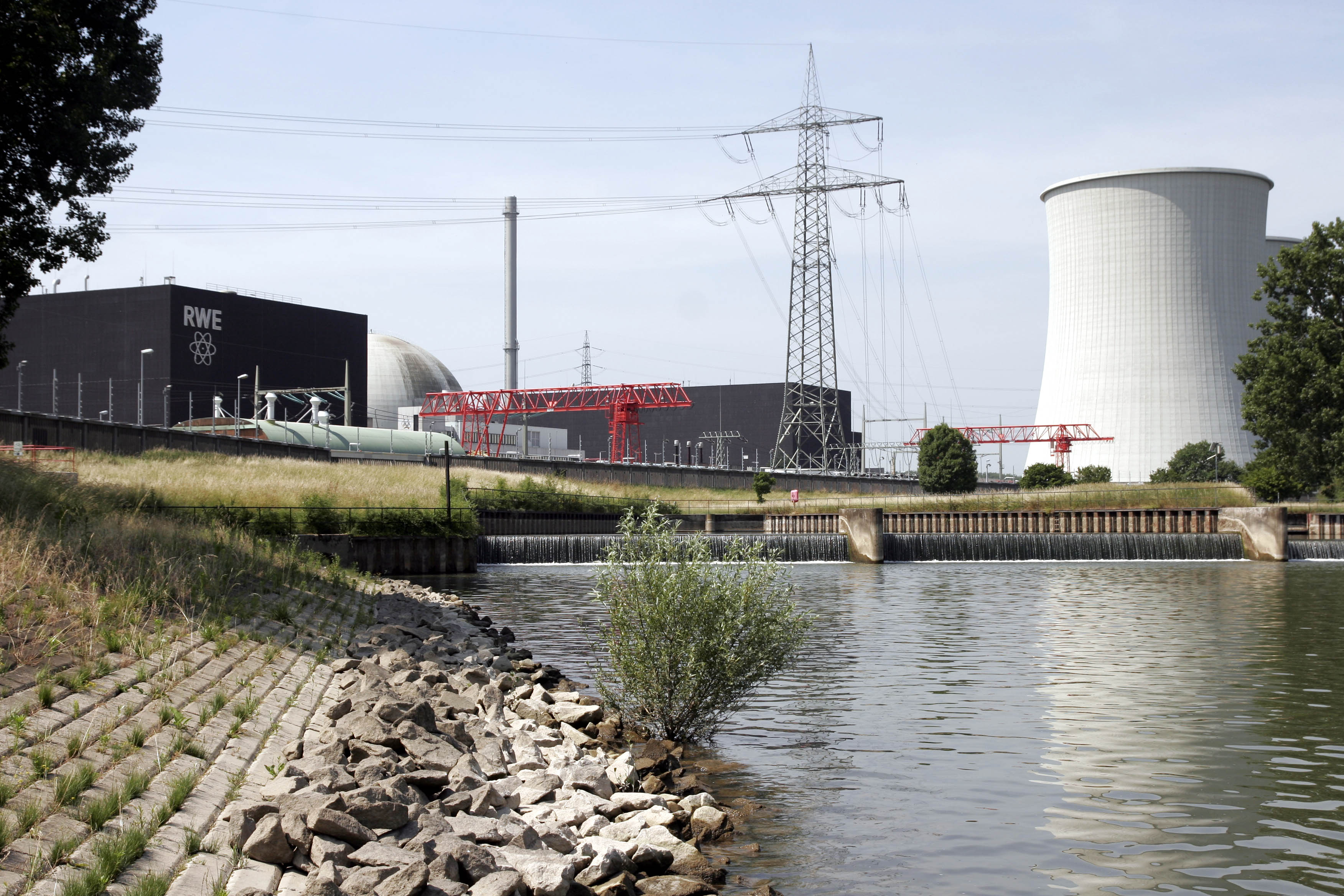
И с берега Рейна.

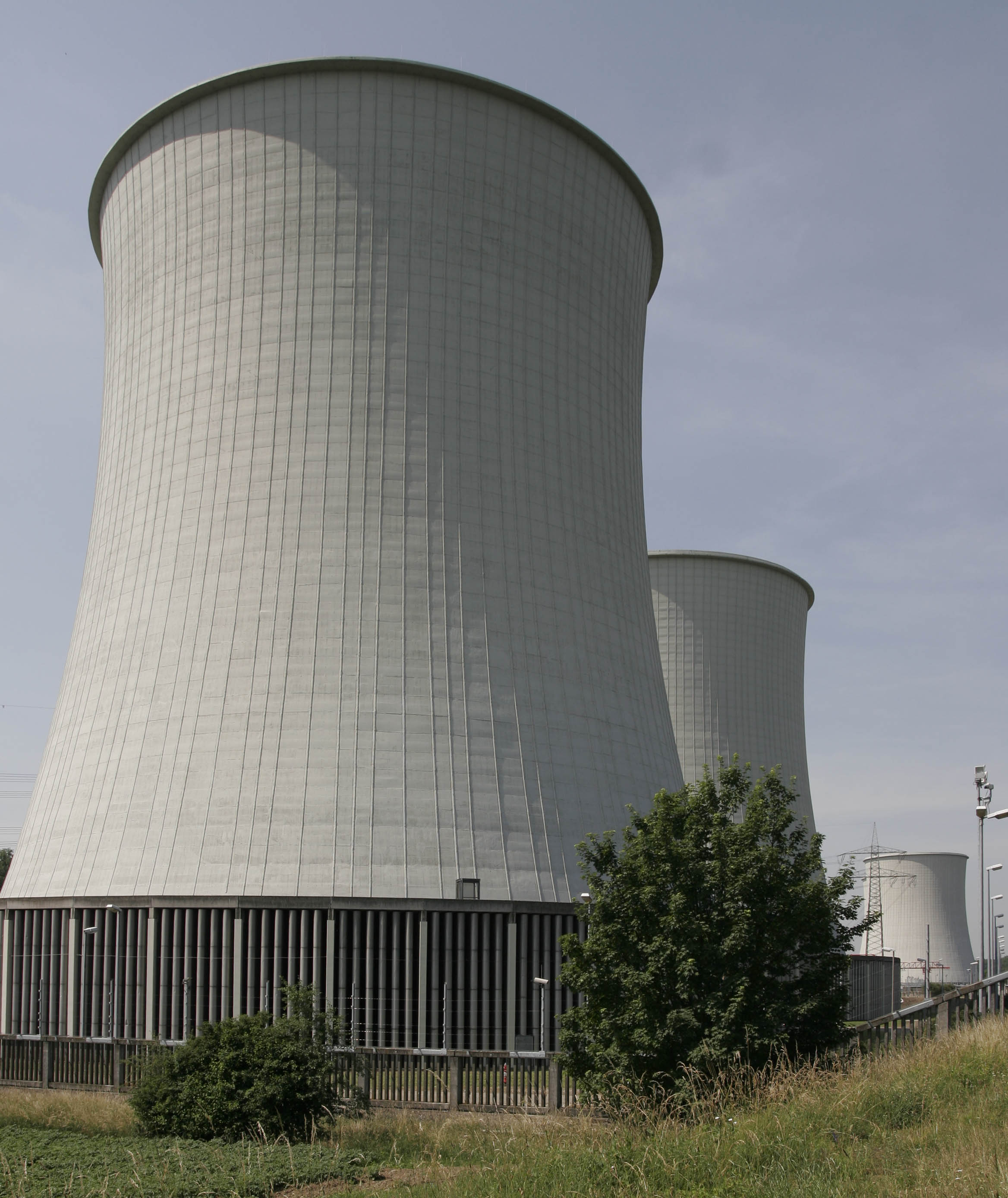
Градирни станции.

Оба блока двухконтурные, первый контур радиоактивный, содержит реакторное оборудование, с помощью которого вырабатывается тепловая энергия, которая в парогенераторах передаётся второму, нерадиоактивному контуру, вырабатываемый таким образом пар поступает в паротурбинную установку, приводящую в движение турбогенератор, который вырабатывает электрическую энергию.

### Реактор и 1-й контур
Реакторы с водой под давлением KWB-A и KWB-B мощностью 1225 и 1300 МВт соответственно были изготовлены Kraftwerk Union, давление в первом контуре 155 кгс/см², температура теплоносителя на входе в активную зону 290 °C, на выходе — 323 °C. Наружный диаметр корпуса — 5 000 мм, толщина стенок — 243 мм, высота реактора в сборе — 13 247 мм, масса корпуса — 527 тонн, материал сталь 22NiMoCr37 с легирующими добавками никеля, молибдена и хрома. Расчётные давление и температура — 176 кгс/см² и 350 °C.
Циркуляционных петли 4, общий расход теплоносителя через реактор — 72 000 т/ч. Парогенераторы вертикальные.
Диаметр гермооболочки 56 метров с толщиной стенки 29 мм. Расчётные давление и температура — 5,7 кгс/см² и 135 °C.

### Ядерное топливо
Ядерное топливо для станции изготавливает и поставляет компания Siemens—KWU.
Активная зона содержит 193 четырёхгранные тепловыделяющие сборки высотой 4835 мм и весом 832 кг каждая. Одна сборка состоит из 236 тепловыделяющих элементов с шагом 14,3 мм, а также каналов для входа органов регулирования. Материал — циркалой 4 (сплав на основе циркония). Тепловыделяющие элементы содержат таблетки из оксида урана, слабообогащённого по 235 изотопу. Обогащение различных сборок — 3,2; 2,5; 1,9 %. Органы управления и защиты — 61 пучок (кластер), с 20-ю поглощающими элементами в каждом. Эквивалентный диаметр активной зоны 3604 мм, высота — 3900 мм, общая масса урана — 102,7 тонны.

### Турбоагрегат
Паровые турбины 1HP3LP double flow turbines с частотой вращения 1500 об/мин изготовлены компанией Siemens, температура пара перед турбиной до 272,5 °C (до модернизации пароперегревателей — 246,9 °C), давление — 51,7 кгс/см².
Частота турбогенератора 50 Гц, напряжение 27 кВ.
Для охлаждения техводы используются градирни, восполнение испарившейся воды осуществляется из реки Рейн.

## Модернизации
На станции проводились крупные модернизации, например монтаж сепараторов-пароперегревателей фирмы Balcke-Dürr в 2003 году. До начала 2010 года перед продлением срока эксплуатации на блоке А около года велись работы по ремонту и модернизации, общая их стоимость составила 68 млн €.

## Радиационный контроль
Мониторинг за местностью осуществляется с помощью 16 автоматизированных станций радиационного контроля DLM1450.

## Международная деятельность
В 2010 году  сотрудничество АЭС Библис с российской Балаковской АЭС отметило двадцатилетний юбилей

## Информация об энергоблоках

Энергоблок Библис-B

| Энергоблок       | Тип реакторов | Мощность | Мощность | Начало строительства        | Энергетический пуск         | Ввод в эксплуатацию         | Закрытие                    |
| Энергоблок       | Тип реакторов | Чистый   | Брутто   | Начало строительства        | Энергетический пуск         | Ввод в эксплуатацию         | Закрытие                    |
| ---------------- | ------------- | -------- | -------- | --------------------------- | --------------------------- | --------------------------- | --------------------------- |
| Библис-А (КВБ-А) | PWR           | 1167 МВт | 1225 МВт | 01.01.1970                  | 25.08.1974                  | 26.02.1975                  | 06.08.2011                  |
| Библис-Б (КВБ-Б) | PWR           | 1240 МВт | 1300 МВт | 01.02.1972                  | 25.04.1976                  | 31.01.1977                  | 06.08.2011                  |
| Библис-C (КВБ-Ц) | Конвой        | 1238 МВт | 1315 МВт | Строительство не начиналось | Строительство не начиналось | Строительство не начиналось | Строительство не начиналось |
| Библис-D         | Конвой        | 1300 МВт | МВт      | Строительство не начиналось | Строительство не начиналось | Строительство не начиналось | Строительство не начиналось |